# Skeleton-Europacup 2007/08
Der Skeleton-Europacup 2007/08 war eine von der Fédération Internationale de Bobsleigh et de Tobogganing (FIBT) veranstaltete Rennserie im Skeleton. Er wurde zum achten Mal ausgetragen und umfasste sechs Wettbewerbe an fünf Wettkampforten. Er gehörte gemeinsam mit dem Intercontinentalcup sowie dem America’s Cup zum Unterbau des Weltcups.
Startberechtigt waren bei den Herren jeweils vier Athleten aus Deutschland, Österreich, der Schweiz und Italien. Alle restlichen Nationen aus Europa und alle afrikanischen Staaten hatten ein Anrecht auf drei Startplätze, die übrigen Nationen auf zwei. Bei den Frauen waren jeweils vier Startplätze für Athletinnen aus Russland, Deutschland, Italien und Rumänien reserviert. Bei den weiteren Startplätzen galten dieselben Bestimmungen wie bei den Männern.

## Männer

### Veranstaltungen
| Datum             | Ort        | Sieger            | Zweiter           | Dritter            |
| ----------------- | ---------- | ----------------- | ----------------- | ------------------ |
| 23. November 2007 | Igls       | Alexander Gassner | David Ludwig      | Sandro Stielicke   |
| 30. November 2007 | Königssee  | Alexander Gassner | Sandro Stielicke  | Denis Sintschenko  |
| 14. Dezember 2007 | Cesana     | Sergei Smirnow    | Shinsuke Tayama   | Andrew John Lawson |
| 17. Januar 2008   | St. Moritz | Alexander Gassner | Pascal Oswald     | John Daly          |
| 25. Januar 2008   | Winterberg | Alexander Gassner | David Ludwig      | Steffen Rothacker  |
| 26. Januar 2008   | Winterberg | David Ludwig      | Sergej Tschudinow | Alexander Gassner  |

### Männer-Einzelwertung
| Platz | Sportler           | Land                   | Punkte |
| ----- | ------------------ | ---------------------- | ------ |
| 1     | Alexander Gassner  | Deutschland            | 391    |
| 2     | David Ludwig       | Deutschland            | 309    |
| 3     | Sergei Smirnow     | Russland               | 245    |
| 4     | Steffen Rothacker  | Deutschland            | 212    |
| 5     | John Daly          | Vereinigte Staaten     | 183    |
| 6     | Martin Brugger     | Österreich             | 172    |
| 7     | Andrew John Lawson | Vereinigtes Königreich | 168    |
| 8     | Alberto Polacchi   | Italien                | 126    |
| 9     | Sandro Stielicke   | Deutschland            | 120    |
| 10    | Andrei Swistow     | Russland               | 118    |

## Frauen

### Veranstaltungen
| Datum             | Ort        | Sieger           | Zweiter          | Dritter                |
| ----------------- | ---------- | ---------------- | ---------------- | ---------------------- |
| 23. November 2007 | Igls       | Kathleen Lorenz  | Jessica Kilian   | Amilia Wallace         |
| 30. November 2007 | Königssee  | Kathleen Lorenz  | Jessica Kilian   | Bella Sterlikowa       |
| 14. Dezember 2007 | Cesana     | Kathleen Lorenz  | Bella Sterlikowa | Sarah Sartor           |
| 17. Januar 2008   | St. Moritz | Bella Sterlikowa | Katharina Hamann | Sarah Elisabeth Sydney |
| 25. Januar 2008   | Winterberg | Jelena Judina    | Joska Le Conté   | Katharina Hamann       |
| 26. Januar 2008   | Winterberg | Jelena Judina    | Janine Flock     | Katharina Hamann       |

### Frauen-Einzelwertung
| Platz | Sportler               | Land                   | Punkte |
| ----- | ---------------------- | ---------------------- | ------ |
| 1     | Bella Sterlikowa       | Russland               | 317    |
| 2     | Katharina Hamann       | Deutschland            | 305    |
| 3     | Jelena Judina          | Russland               | 264    |
| 4     | Kathleen Lorenz        | Deutschland            | 225    |
| 5     | Janine Flock           | Österreich             | 207    |
| 6     | Sarah Sartor           | Deutschland            | 197    |
| 7     | Michaela Gläßer        | Tschechien             | 179    |
| 8     | Elina Galiewa          | Russland               | 178    |
| 9     | Joska Le Conté         | Niederlande            | 161    |
| 10    | Sarah Elisabeth Sydney | Vereinigtes Königreich | 145    |